# Coupe de Luxembourg 1959-1960
La Coppa di Lussemburgo 1959-1960 è stata la 35ª edizione della coppa nazionale lussemburghese disputata tra il 6 settembre 1959 e il 29 maggio 1960 e conclusa con la vittoria del The National Schifflange, al suo primo titolo.

## Formula
Eliminazione diretta in gara unica.

### 1º Turno preliminare
| Squadra 1            | Risultato   | Squadra 2            |
| -------------------- | ----------- | -------------------- |
| 6 settembre 1959     |             |                      |
| Blo-Weiss Itzig      | 1 − 3       | US Bascharage        |
| Jeunesse Hautcharage | 0 − 1 (dts) | Sporting Bertrange   |
| Kehlen               | 2 − 4       | Rodange              |
| Minerva Lintgen      | 5 − 0       | Jeunesse Koerich     |
| Orania Vianden       | 1 − 3       | Rupensia Larochette  |
| Racing Troisvierges  | 6 − 2       | US Boevange/Attert   |
| Red Boys Aspelt      | 5 − 1       | Mansfeldia Clausen   |
| Sporting Bettembourg | 5 − 1       | Blue Boys Muhlenbach |
| Tarwat Tarchamps     | 2 − 7       | Arminia Weidingen    |
| Tricolore Gasperich  | 5 − 0       | Kopstal 33           |
| US Esch              | 4 − 3 (dts) | Swift Hesperange     |
| Victoria Rosport     | 6 − 2       | Les Ardoisiers Perlé |
| CS Hollerich         | 1 − 1 (dts) | Mondorf-les-Bains    |

| Squadra 1                     | Risultato | Squadra 2         |
| ----------------------------- | --------- | ----------------- |
| 10 settembre 1959 (Spareggio) |           |                   |
| CS Hollerich                  | 2 − 1     | Mondorf-les-Bains |

### 2º Turno preliminare
| Squadra 1                | Risultato   | Squadra 2                     |
| ------------------------ | ----------- | ----------------------------- |
| 20 settembre 1959        |             |                               |
| Alisontia Steinsel       | 1 − 8       | Red Boys Aspelt               |
| Arminia Weidingen        | 3 − 1 (dts) | Victoria Rosport              |
| Blo-Weiss Madernach      | 5 − 0       | Olympia Christnach/Waldbillig |
| Blue Star Schweicherthal | 2 - 1       | Jeunesse Schieren             |
| Differdange              | 3 − 2       | Progrès Grund                 |
| CS Hollerich             | 3 − 0       | AS Luxembourg                 |
| Lorentzweiler            | 5 − 3       | Sporting Bertrange            |
| Iska Boys Simmern        | 3 − 4       | Steinfort                     |
| Mertert                  | 1 − 0       | Jeunesse Biwer                |
| Minerva Lintgen          | 3 − 5       | Jeunesse Useldange            |
| Mondercange              | 0 − 5       | US Bascharage                 |
| Olympique Eischen        | 6 − 3       | Arantia Berdorf               |
| Racing Troisvierges      | 1 − 0       | Rupensia Larochette           |
| Rodange                  | 7 − 0       | Hobscheid                     |
| Sporting Bettembourg     | 2 − 1       | Tricolore Gasperich           |
| UNA Strassen             | 5 − 0       | US Esch                       |

### 3º Turno preliminare
| Squadra 1                | Risultato   | Squadra 2                   |
| ------------------------ | ----------- | --------------------------- |
| 25 ottobre 1959          |             |                             |
| Avenir Beggen            | 6 − 0       | Sporting Bettembourg        |
| Chiers Rodange           | 3 − 2       | Pétange                     |
| Claravallis Clervaux     | 0 − 2       | Rumelange                   |
| Daring Echternach        | 1 − 0       | Amis des Sports Schifflange |
| Hamm 37                  | 3 − 1       | Arminia Weidingen           |
| Jeunesse 07 Kayl         | 5 − 0       | Blo-Weiss Madernach         |
| Mertert                  | 8 − 1       | Olympique Eischen           |
| Oberkorn                 | 4 − 0       | Jeunesse Useldange          |
| Racing Troisvierges      | 2 − 3       | US Niederwiltz              |
| Rodange                  | 2 − 4       | Rapid Neudorf               |
| Red Boys Aspelt          | 8 − 3 (dts) | Steinfort                   |
| Red Star Merl            | 2 − 1       | Jeunesse Wasserbillig       |
| Résidence Walferdange    | 2 − 3       | Differdange                 |
| The Belval Belvaux       | 3 − 1       | Koeppchen Wormeldange       |
| Titus Lamadelaine        | 0 − 3       | Remich                      |
| UNA Strassen             | 6 − 5       | Etzella Ettelbruck          |
| US Bascharage            | 4 − 2       | Racing Rodange              |
| Young Boys Diekirch      | 5 − 1       | US Dudelange                |
| Blue Star Schweicherthal | 3 − 3 (dts) | Lorentzweiler               |
| Red Black Pfaffenthal    | 1 − 1 (dts) | CS Hollerich                |

| Squadra 1                   | Risultato | Squadra 2                |
| --------------------------- | --------- | ------------------------ |
| 29 novembre 1959 (Spareggi) |           |                          |
| Lorentzweiler               | 2 − 1     | Blue Star Schweicherthal |
| CS Hollerich                | 3 − 1     | Red Black Pfaffenthal    |

### Sedicesimi di finale
| Squadra 1          | Risultato   | Squadra 2                |
| ------------------ | ----------- | ------------------------ |
| 15 novembre 1959   |             |                          |
| Chiers Rodange     | 3 − 2       | Rapid Neudorf            |
| Daring Echternach  | 0 − 5       | Alliance Dudelange       |
| Differdange        | 0 − 1       | Stade Dudelange          |
| Hamm 37            | 4 − 1       | Red Boys Aspelt          |
| CS Hollerich       | 1 − 5       | Grevenmacher             |
| Jeunesse 07 Kayl   | 0 − 3       | Red Boys Differdange     |
| Lorentzweiler      | 0 − 4       | The National Schifflange |
| Oberkorn           | 0 − 2       | Spora Luxembourg         |
| Red Star Merl      | 1 − 7       | Fola Esch                |
| Remich             | 0 − 7       | Progrès Niedercorn       |
| Rumelange          | 5 − 0       | Mertert                  |
| The Belval Belvaux | 1 − 4       | Aris Bonnevoie           |
| UNA Strassen       | 2 − 3 (dts) | Young Boys Diekirch      |
| US Bascharage      | 1 − 12      | Jeunesse Esch            |
| US Niederwiltz     | 1 − 2       | Union Luxembourg         |
| Avenir Beggen      | 2 − 2 (dts) | Tetange                  |

| Squadra 1                    | Risultato | Squadra 2 |
| ---------------------------- | --------- | --------- |
| 25 novembre 1959 (Spareggio) |           |           |
| Avenir Beggen                | 1 − 0     | Tetange   |

### Ottavi di finale
| Squadra 1                | Risultato   | Squadra 2            |
| ------------------------ | ----------- | -------------------- |
| 13 dicembre 1959         |             |                      |
| Chiers Rodange           | 2 − 5 (dts) | Rumelange            |
| Grevenmacher             | 4 − 1       | Aris Bonnevoie       |
| Jeunesse Esch            | 4 − 1       | Alliance Dudelange   |
| Progrès Niedercorn       | 0 − 1       | Avenir Beggen        |
| Stade Dudelange          | 5 − 0       | Hamm 37              |
| Union Luxembourg         | 3 − 1       | Fola Esch            |
| Young Boys Diekirch      | 3 − 4 (dts) | Spora Luxembourg     |
| The National Schifflange | 0 − 0 (dts) | Red Boys Differdange |

| Squadra 1                    | Risultato | Squadra 2            |
| ---------------------------- | --------- | -------------------- |
| 17 dicembre 1959 (Spareggio) |           |                      |
| The National Schifflange     | 3 − 1     | Red Boys Differdange |

### Quarti di finale
| Squadra 1                | Risultato   | Squadra 2        |
| ------------------------ | ----------- | ---------------- |
| 23 gennaio 1960          |             |                  |
| Jeunesse Esch            | 0 − 2       | Union Luxembourg |
| Rumelange                | 0 − 2       | Stade Dudelange  |
| The National Schifflange | 2 − 2 (dts) | Grevenmacher     |

| Squadra 1        | Risultato | Squadra 2     |
| ---------------- | --------- | ------------- |
| 24 gennaio 1960  |           |               |
| Spora Luxembourg | 7 − 2     | Avenir Beggen |

| Squadra 1                   | Risultato | Squadra 2    |
| --------------------------- | --------- | ------------ |
| 28 gennaio 1960 (Spareggio) |           |              |
| The National Schifflange    | 1 − 0     | Grevenmacher |

### Semifinali
| Squadra 1        | Risultato | Squadra 2                |
| ---------------- | --------- | ------------------------ |
| 6 marzo 1960     |           |                          |
| Stade Dudelange  | 4 − 1     | Spora Luxembourg         |
| Union Luxembourg | 0 − 1     | The National Schifflange |

## Finale
| Arbitro: | Heinen |

|                                |           |  |
| Ansen 4’ Wagner 43’ Conter 85’ | Marcatori |  |

| The National Schifflange | Stade Dudelange |

### Formazioni
| The National Schifflange |    |                    |  |     |  |
|                          |    |                    |  |     |  |
| POR                      | 1  | François Magnani   |  |     |  |
| DIF                      | 2  | Armand Reiter      |  |     |  |
| DIF                      | 3  | Jacques Speck      |  |     |  |
| DIF                      | 4  | Henri Hunnewald    |  |     |  |
| DIF                      | 5  | Robert Himmler     |  |     |  |
| DIF                      | 6  | Jean-Pierre Wagner |  |     |  |
| CEN                      | 7  | Paul Conter        |  | 85’ |  |
| CEN                      | 8  | Jos Hansen         |  | 4’  |  |
| ATT                      | 9  | Antoine Wagner     |  | 43’ |  |
| ATT                      | 10 | Victor Wagner      |  |     |  |
| ATT                      | 11 | Johny Wieshoff     |  |     |  |
| A disposizione:          |    |                    |  |     |  |
| Allenatore:              |    |                    |  |     |  |
| ?                        |    |                    |  |     |  |

| Stade Dudelange |    |                   |  |  |  |
|                 |    |                   |  |  |  |
| POR             | 1  | Théo              |  |  |  |
| DIF             | 2  | Remy Goergen      |  |  |  |
| DIF             | 3  | Ernest Gehlen     |  |  |  |
| DIF             | 4  | Gérard Hoffman    |  |  |  |
| DIF             | 5  | Herny Brenner     |  |  |  |
| DIF             | 6  | Remy Michaux      |  |  |  |
| CEN             | 7  | Gilbert Meylender |  |  |  |
| CEN             | 8  | Jos Schlesser     |  |  |  |
| ATT             | 9  | Alex De Felice    |  |  |  |
| ATT             | 10 | Jos Rongoni       |  |  |  |
| ATT             | 11 | Janos Magyar      |  |  |  |
| A disposizione: |    |                   |  |  |  |
| Allenatore:     |    |                   |  |  |  |
| ?               |    |                   |  |  |  |